# NGC 5810
NGC 5810 (другие обозначения — ESO 581-18, MCG -3-38-46, IRAS14598-1740, PGC 53711) — спиральная галактика с перемычкой (SBb) в созвездии Весы.
Этот объект входит в число перечисленных в оригинальной редакции «Нового общего каталога».